# Emilio Aladrén
Emilio Aladrén Perojo (Madrid, 1906 - 1944) fue un escultor español.

## Biografía
Nació en 1906 en Madrid, hijo de un militar zaragozano y una inmigrante austriaca de origen ruso. En 1922 ingresó en la Escuela Superior de Bellas Artes de San Fernando de Madrid, donde se formó como escultor. Desde su graduación participó en diversas exposiciones y certámenes artísticos, obteniendo la Tercera Medalla en el Concurso Nacional de Bellas Artes de 1934. Obtuvo sus mayores éxitos durante la dictadura franquista, realizando diversos bustos en bronce de dignatarios del régimen.
Aladrén es igualmente conocido por haber mantenido una relación sentimental con el poeta Federico García Lorca entre 1925 y 1927. Su ruptura provocó en el poeta una gran depresión, que le llevó a realizar un viaje a Nueva York para cambiar de aires, motivo que originó su famoso poemario Poeta en Nueva York. También mantuvo una relación sentimental con la pintora Maruja Mallo.